# اوففوت ۷۶۳۹
سیارک ۷۶۳۹ (به انگلیسی: 7639 Offutt، نامگذاری:1985DC1) هفت هزار و ششصد و سی و نهمین سیارک کشف شده‌است که در ۲۱ فوریه ۱۹۸۵ کشف شد.
قدر مطلق سیارک برابر ۱۳٫۵۰ است.